# ويوتا (ويسكونسن)
ويوتا (بالإنجليزية: Wiota, Wisconsin)‏ هي بلدة تقع بولاية ويسكونسن في الولايات المتحدة. تبلغ مساحتها 137 (كم²)، وترتفع عن سطح البحر 304 م، بلغ عدد سكانها 900 نسمة في عام 2000 حسب إحصاء مكتب تعداد الولايات المتحدة .

## وصلات خارجية
- The US50 - Cities and Towns in Wisconsin State
- Wisconsin Cities and Towns, Facts, Map, Flag, Colleges, Government, and More